# De Kets
De Kets of ook kortweg Kets is een buurtschap in de gemeente Waterland, in de Nederlandse provincie Noord-Holland. Het is een van de buurtschappen die de leef- en- woongemeenschap van het voormalig eiland Marken vormen.
De Kets vormt samen met de Kerkbuurt en de Havenbuurt het centrum van Marken. De Kets is gelegen tussen Havenbuurt, Kerkbuurt en Wittewerf in. De Kets omvatte van oorsprong één terp, die een werf wordt genoemd. De benaming duidt meer dan waarschijnlijk op ene Ket of de familie Ket die er woonde. De Kets kende een rij vroegere uitbreiding buiten de oorspronkelijke terp. Aan de rand van De Kets ontstonden paalwoningen in de loop van de 17e eeuw, toen het inwoneraantal van het eiland piekte. Maar dit is ook niet verwonderlijk als men bedenkt dat De Kets samen met het huisterpje 't Fort (thans onderdeel van De Kets) tot de kleinste werven van eilanden behoort.
De Kets kent veel karakteristieke panden uit de 18e en 19e eeuw. Maar ook kent het bewoning uit de 20e en 21e eeuw. In De Kets zijn de verschillende bouwtypen van het voormalige eiland goed te zien. Tot in het begin van de 20e eeuw werden diverse tuinen van De Kets en 't Fort gebruikt als de belangrijkste bleekvelden. Aan de zuidkant van De Kets is de grote parkeerplaats van het voormalige eiland, voor de toeristen die het eiland per auto bezoeken. De Kets kent enige verkeersdrukte door het toeristisch verkeer voor de haven, de Kerkbuurt en de Vuurtoren van Marken.
Stad: Monnickendam

Dorpen en gehuchten: Broek in Waterland · Ilpendam · Katwoude · Marken · Purmer (De Purmer) (deels) · Uitdam · Watergang · Zuiderwoude

Buurtschappen: Achterdichting · De Kets · Grotewerf · Havenbuurt · Het Schouw (deels) · Kerkbuurt · Minnebuurt · Moeniswerf · Overleek · Rozewerf · Wittewerf · Zedde

Noord-Holland: Steden en dorpen in Noord-Holland      Nederland: Provincies · Gemeenten